# Lázně Kynžvart
Lázně Kynžvart (německy  Bad Königswart) jsou lázeňské město v okrese Cheb v Karlovarském kraji. Od roku 1822 se v obci nacházejí klimatické lázně. Dominantou města je na západním svahu položená lázeňská čtvrť, která vděčí za svůj vznik třem darům přírody: blahodárnému klimatu, minerálním pramenům a ložiskům slatiny v okolí. K obci patří místní část Lazy, vzdálená od Kynžvartu zhruba 5 km severním směrem. Žije zde přibližně 1 400 obyvatel.

## Název
Lázně Kynžvart se městečko jmenuje až od roku 1918, předtím to byl pouze Kynžvart.

## Historie
První písemná zmínka o kynžvartském hradu pochází ze dne 4. srpna 1287. Stavba byla započata Konradem z Hohenbergu, za vlády českého krále Václava I., ale až Konrádův syn ji dokončil. Hrad měl za úkol střežit obchodní cestu z Bečova přes Teplou do Chebu. Časem hrad ztrácel na významu a byl opuštěn. Kolem roku 1345 byl obsazen loupeživými rytíři, kteří napadali obchodní karavany a loupili v okolí. To bylo důvodem, proč Karel IV. nechal, na žádost chebských konšelů roku 1348 Kynžvartský hrad zničit.
Osm let poté udělil Karel IV. Kynžvartu městskou pečeť, na které je vyobrazen lev se štítem a třemi liliemi. Roku 1398 obdržel Jindřich Pluh z Rabštejna od Václava IV. i přes námitky Chebanů povolení hrad obnovit.

### Patnácté a šestnácté století
Roku 1460 darovala vdova po Hynku Krušinovi obraz svaté Markéty, čímž se stala patronkou místního kynžvartského kostela. O čtyři roky později propůjčil Jindřich z Plavna městům Kynžvart a Žandov právo na těžbu rudy a právo na vaření piva.
Roku 1486 byl kynžvartským hejtmanem jmenován Ulrich Zedwitz. Listina o jmenování se dochovala a je uložena v archivu města Chebu. V roce 1500 páni z Gutenštejna spolu se svojí soldateskou zničili kostel svaté Markéty a vyrabovali město. Během let 1500 až 1502 byl kostel znovu opraven. Dne 31. března 1534 bylo území prodáno králem Ferdinandem I. Území zahrnovalo královský majetek Kynžvart spolu s dalšími dvěma vesnicemi. Johan Pluh z Rabštejna a jeho bratranec Kašpar Pluh z Rabštejna za něj zaplatili 18 460 zlatých. Spolu s tím jim bylo uděleno vodní právo na využití rybníka se dvěma hrázemi pod Kynžvartem.
Šestnácté století bylo pro Kynžvart vrcholem těžby cínu, stříbra a zlata. Sedláci zanechávali svých polí a snažili se rýžováním zlata v okolních potocích zbohatnout. Časem to dosáhlo takového stupně, že musela zasáhnout vrchnost a rýžování zakázala. Na rozdíl od Jáchymova nebo Stříbra se Kynžvart nikdy nestal hornickým městem. Roku 1547 byl Kašparu Pluhovi z Rabštejna za účast na stavovském povstání zkonfiskován veškerý majetek a Kašpar byl vyhnán z království Českého. Městečko bylo obsazeno padesáti kyrysníky, protože obyvatelé tohoto území se postavili na stranu svého pána. V říjnu roku 1554 opět Ferdinand I. panství Kynžvart prodal za 18 900 zlatých pánům Jindřichovi a Zdeňkovi ze Švamberka. Jindřich si poté vyprosil, aby císař Maxmilián II. udělil městečku Kynžvart práva jednou týdně ve čtvrtek pořádat trh a dvakrát do roka trh koňský.

### Přelom šestnáctého a sedmnáctého století

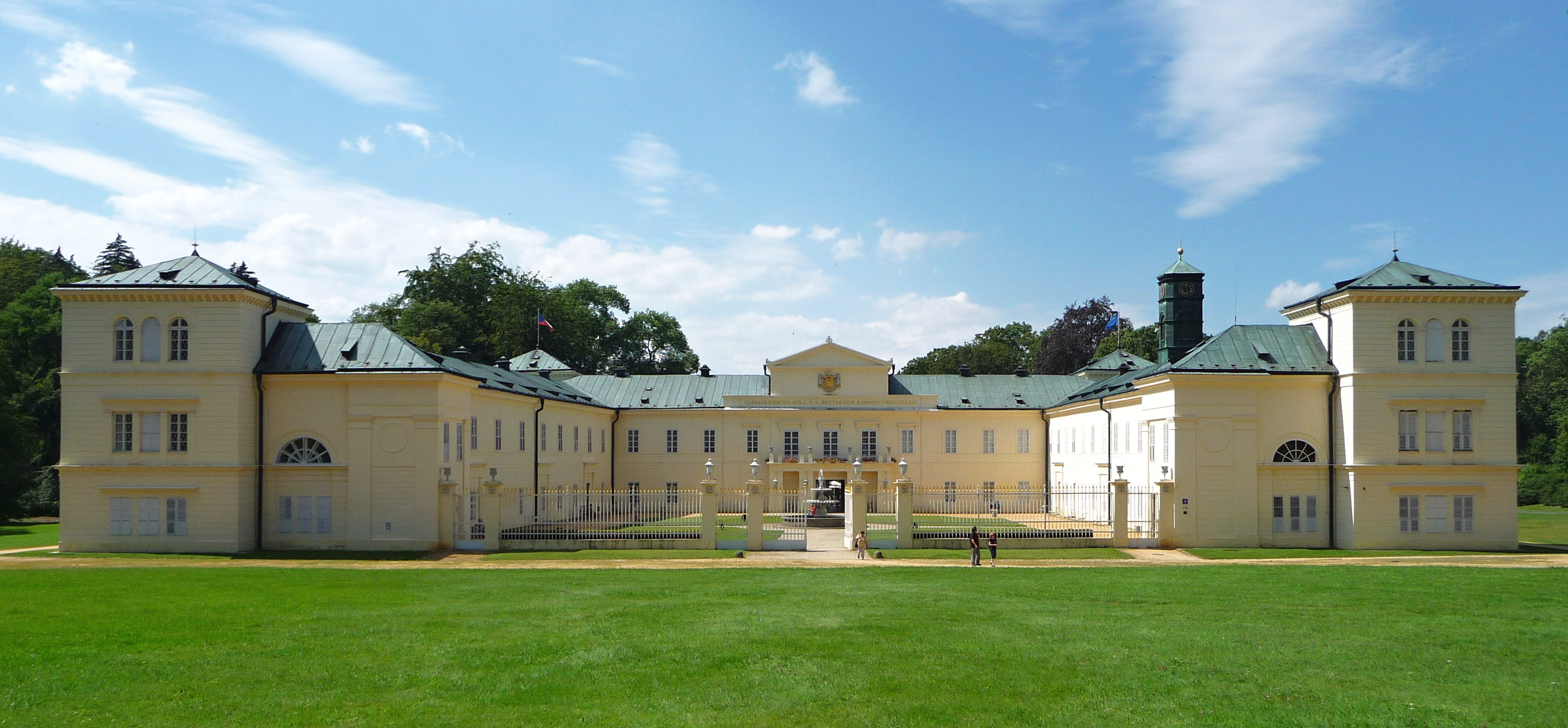
Zámek Kynžvart

Posledními majiteli kynžvartského panství byli Zedwitzové. V kostele svaté Markéty je zachován náhrobek Jana Šebestána Zedwitze, na kterém je gotickým písmem vytesána hodina, den i rok úmrtí hradního pána. Roku 1597 obdržel jeho syn Kryštof Jindřich Zedwitz panství pro sebe i své syny. Na přelomu 17. století hrad Kynžvart už nevyhovoval novým životním nárokům a proto byl rodem Zedwitzů vybudován pod Kynžvartem malý barokní zámeček s hospodářskými budovami. K zámku patřila kovárna, hájovna, sýpky, kolové mlýny, stáje, statek, zahradnictví a také pivovar. Po bitvě na Bílé Hoře, konkrétně roku 1622, jim byl veškerý majetek Habsburky zkonfiskován a přidělen pěti bratrům z rodu Metternichů. Rok poté zažádali bratři Metternichové o koupi Kynžvartu s veškerými polnostmi a lesy. Žádost byla přijata roku 1630. Příchodem Švédů ke konci Třicetileté války, v době, kdy již na zámečku sídlil Filip Emmerich Metternich-Winneburg, byl zámek značně poničen a mnoho věcí bylo odcizeno. Veškerý majetek panství byl ve druhé polovině 17. století postupně odkoupen do rukou F. E. Metternicha Vinneburga. Panství vzkvétalo a rozmáhalo se.
Dne 29. října 1664 se měla konat svatba vysoce postaveného a váženého měšťana. Během příprav vypukl ale požár, který zničil polovinu náměstí. Téhož roku, kdy procházela městem různá vojenská uskupení, vypukly plané neštovice, na které následně zemřelo sedmdesát lidí. V roce 1682 byly zmírněny robotní povinnosti.

### Devatenácté století

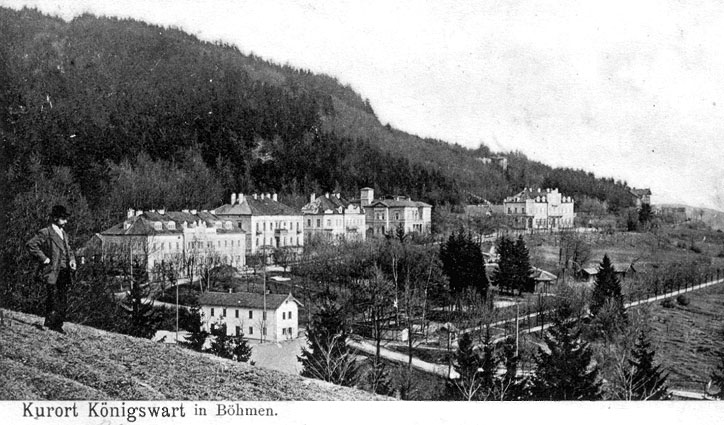
Lázeňský komplex, kolem roku 1900

Rok 1863 byl velkým milníkem v historii Kynžvartu. Richard Metternich nechal zřídit první penzion vedle pramenu Viktorka. Tím položil základ kynžvartského lázeňství. Město Kynžvart, na počest Richardu Metternichovi, přejmenovalo známý pramen v lázeňské části na Richard.
Skoro 200 let po velkém požáru města vypukly roku 1865 dva další (v srpnu a v listopadu). Celkově shořelo 115 budov, mezi nimi radnice, škola, fara a kostel. Celková škoda byla 311 553 zlatých.
V roce 1870, na svátek svaté Markéty, byl vysvěcen nový kostel v Kynžvartu páterem Josefem Martinem, synem zámeckého mlynáře. V témže roce byl založen dvěma místními studenty tělovýchovný spolek a o něco později i první hasičský sbor. V roce 1871 byla dokončena železniční trať Plzeň–Cheb, tzv. Dráha Františka Josefa. Místní nádraží se jmenovalo Sangaberg – Bad Königswart. Vznikem železnice vzkvétal obchod se dřevem a u nádraží byla založena sklárna na průmyslové sklo, o něco později pila a stáčírna na minerální vody.
V roce 1876 bylo založeno několik dobročinných spolků a mužský pěvecký sbor pod vedením sbormistra pana Hanse Franka, komponisty a virtuóza na citeru. Koncertoval několikrát na císařském dvoře ve Vídni.
Dne 1. července 1877 byly otevřeny první hotely v lázeňské čtvrti a tím se otevřely brány Kynžvartských lázní světu. Hned v první sezóně se zde mimo jiné ubytovala belgická královna, dále princ Talleyrand de Sagan a baron Nathaniel Rotschild.
V roce 1878 byla v Kynžvartu zřízena telegrafní stanice. Začala rekonstrukce a přestavba městečka Kynžvart do nynější podoby. Práce prováděl a řídil stavitel a rovněž starosta Johan König. Podle sčítání lidu v roce 1891 bylo ve městě 222 domů obydlených, pět domů neobývaných a šestnáct domů po vyhoření. Město obývalo 466 rodin ( 2 001 lidí). K zámku patřilo deset domů s 29 rodinami a 127 osobami. V tu dobu ve městě převládal německý jazyk.
Roku 1892 byla dokončena budova nové školy na náměstí, vystavěn altánek nad pramenem Richard a otevřena nová kolonáda. Po dlouhém dohadování a plánování byl vysvěcen nový hřbitov.

### Dvacáté století
Roku 1902 byl Kynžvart přes protesty obyvatelstva připojen k okresu Mariánské Lázně. Od roku 1913 až do roku 1918 v Kynžvartu žil německý básník Adolf Karl Seidl. Padl koncem první světové války. Ve válce bojovali muži z Kynžvartu na všech frontách. Celkem jich padlo devadesát, nejvíce na začátku války na srbské frontě, neboť se zúčastnili chaotického ústupu rakousko-uherských vojsk u Sarajeva.
Dne 26. května 1917 zřídil kníže Metternich školku pro hladovějící děti. Výchovu dětí zajišťovaly řádové sestry z Notre-Dame. Po vyhlášení Československé republiky 28. října 1918 nesouhlasili němečtí občané s připojením Sudet k nově vzniklému státu a připojili se k dočasně existující provincii Německé Čechy.
Dne 13. září 1935 byla po 100 letech pořádána dožínková slavnost, která ale byla využita k fašistické propagandě. Pan děkan Mayerl sloužil polní mši na náměstí. Okresní hejtmanství zakázalo účast na slavnosti všem kynžvartským školám. Dne 3. května 1936 se v Kynžvartu konal sjezd úřednictva a státních zaměstnanců, kterého se zúčastnil také vůdce Sudetoněmecké strany Konrád Henlein. V letech 1938 až 1945 byl Kynžvart v důsledku uzavření Mnichovské dohody přičleněn k nacistickému Německu.

## Obyvatelstvo
Při sčítání lidu v roce 1921 zde žilo 1 752 obyvatel, z nichž bylo 33 Čechoslováků, 1 681 německé národnosti, deset Židů a 28 cizozemců. K římskokatolické církvi se hlásilo 1 713 obyvatel, 16 k církvi evangelické a 23 k církvi izraelské.
| Rok            | 1869  | 1880  | 1890  | 1900  | 1910  | 1921  | 1930  | 1950  | 1961  | 1970  | 1980  | 1991  | 2001  | 2011  | 2021  |
| -------------- | ----- | ----- | ----- | ----- | ----- | ----- | ----- | ----- | ----- | ----- | ----- | ----- | ----- | ----- | ----- |
| Počet obyvatel | 1 767 | 2 112 | 2 058 | 2 004 | 1 977 | 1 752 | 1 790 | 1 054 | 1 167 | 1 329 | 1 436 | 1 640 | 1 598 | 1 426 | 1 377 |
| Počet domů     | 243   | 274   | 229   | 239   | 257   | 264   | 283   | 231   | 222   | 205   | 196   | 257   | 247   | 269   | 288   |

| Rok            | 1869  | 1880  | 1890  | 1900  | 1910  | 1921  | 1930  | 1950  | 1961  | 1970  | 1980  | 1991  | 2001  | 2011  | 2021  |
| -------------- | ----- | ----- | ----- | ----- | ----- | ----- | ----- | ----- | ----- | ----- | ----- | ----- | ----- | ----- | ----- |
| Počet obyvatel | 3 050 | 3 348 | 3 136 | 2 966 | 2 925 | 2 616 | 2 675 | 1 513 | 1 221 | 1 368 | 1 468 | 1 655 | 1 620 | 1 443 | 1 393 |
| Počet domů     | 393   | 424   | 371   | 374   | 392   | 395   | 419   | 255   | 222   | 213   | 203   | 265   | 253   | 275   | 298   |

## Městská správa

### Části města
- Lázně Kynžvart
- Lazy

V letech 1961–1976 k městu patřila i Kladská a od 1. ledna 1979 do 23. listopadu 1990 také Sekerské Chalupy a Vysoká.

### Městské symboly
Vlajka byla městu udělena rozhodnutím předsedy Poslanecké sněmovny Parlamentu České republiky dne 3. května 2018.

## Sport
Sportovní aktivity ve městě Lázně Kynžvart zastřešuje již téměř padesát let TJ Sokol Lázně Kynžvart, jehož hlavním sportovištěm je multifunkční sportovní hala Milana Prokeše postavená v roce 2018. Spolek nabízí sportovní oddíly pro děti, mládež a dospělé, konkrétně házená, kopaná, nohejbal, badminton a florbal. Oddíl házené je od roku 2016 garantem soutěže Lázeňská školní liga miniházené a pořadatelem Sportovních příměstských táborů.
Sportovní událostí ve městě je mládežnický turnaj v házené dívek Kynžvartský pohár – Memoriál Milana Prokeše, který byl v roce 2016 oceněn Českým svazem házené cenou Czech Handball Made. Turnaj se hraje nepřetržitě od roku 1975 ve třech věkových kategoriích.

### Sportoviště
- Multifunkční sportovní hala
- Dvě házenkářská hřiště
- Dvě travnatá fotbalová hřiště
- Zrekonstruované prostory školní tělocvičny
- Lázeňská posilovna
- Workoutové hřiště
- Lázeňský bazén

## Doprava
Město leží na železniční trati Plzeň–Cheb na níž se nachází stejnojmenná stanice a silnici druhé třídy II/212.

## Pamětihodnosti
- zámek Kynžvart
- zřícenina hradu Kynžvart
- kostel svaté Markéty
- přírodní památka Kynžvartský kámen
- vrch Lesný
- Přírodní rezervace Holina
- Dlouhá stoka

## Prameny
- Helena a Viktor
- Richard

## Osobnosti

### Rodáci
- Adolf Schmidl (1802–1963), česko-rakouský pedagog, geograf, speleolog a spisovatel.
- Jaroslav Vrchotka (1926–2013), odborník mezinárodního významu v oblasti dějin knihy, knižní kultury, dějin knihovnictví, dějin knihtisku, inkunábulí a starých tisků.

### Obyvatelé
- Klemens Wenzel von Metternich (1773–1859), rakouský šlechtic, politik a diplomat; na sklonku života žil střídavě ve Vídni a na svém zámku Kynžvart.

### Návštěvníci
- Johann Wolfgang von Goethe (1749–1832), německý básník, prozaik, dramatik a politik (navštívil Kynžvart 28. června 1822)
- Nathaniel von Rothschild (1836–1905), vídeňský bankéř. Byl zde na léčebném pobytu v roce 1876.
- Eduard VII. (1841–1910), král Spojeného království Velké Británie a Irska a britských dominií, císař Indie. Zúčastnil se lovecké výpravy v revírech knížete Metternicha
- Antonín Švehla (1873–1933), předseda vlády ČSR, vůdce agrární strany. Navštívil Kynžvart v únoru roku 1924.
- Edvard Beneš (1884–1948), druhý prezident ČSR. Navštívil Kynžvart v únoru roku 1924.
- Rudolf Bechyně (1881–1948), ministr školství ČSR, novinář, publicista. Navštívil Kynžvart v únoru roku 1924.
- Jiří Stříbrný (1880–1955), ministr pošt a telegrafů ČSR, novinář. Navštívil Kynžvart v únoru roku 1924.
- Jan Šrámek (1870–1956), římskokatolický kněz a politik. Navštívil Kynžvart v únoru roku 1924.
- Karel Kramář (1860–1937), politik. Navštívil Kynžvart v únoru roku 1924.
- Viktor Dyk (1877–1931), básník, publicista, prozaik. Kynžvart navštívil při příležitosti ozdravného pobytu v Mariánských Lázních roku 1924.
- Španělský král Alfons XIII (1886–1941). Pobýval na zámku Kynžvart roku 1936.
- Hugo Rokyta (1912–1999), český kulturní historik, etnograf, heraldik, ochránce památek. Navštívil Kynžvart několikrát v šedesátých letech 20. století.

## Partnerská města
- Bad Bocklet Německo

## Galerie

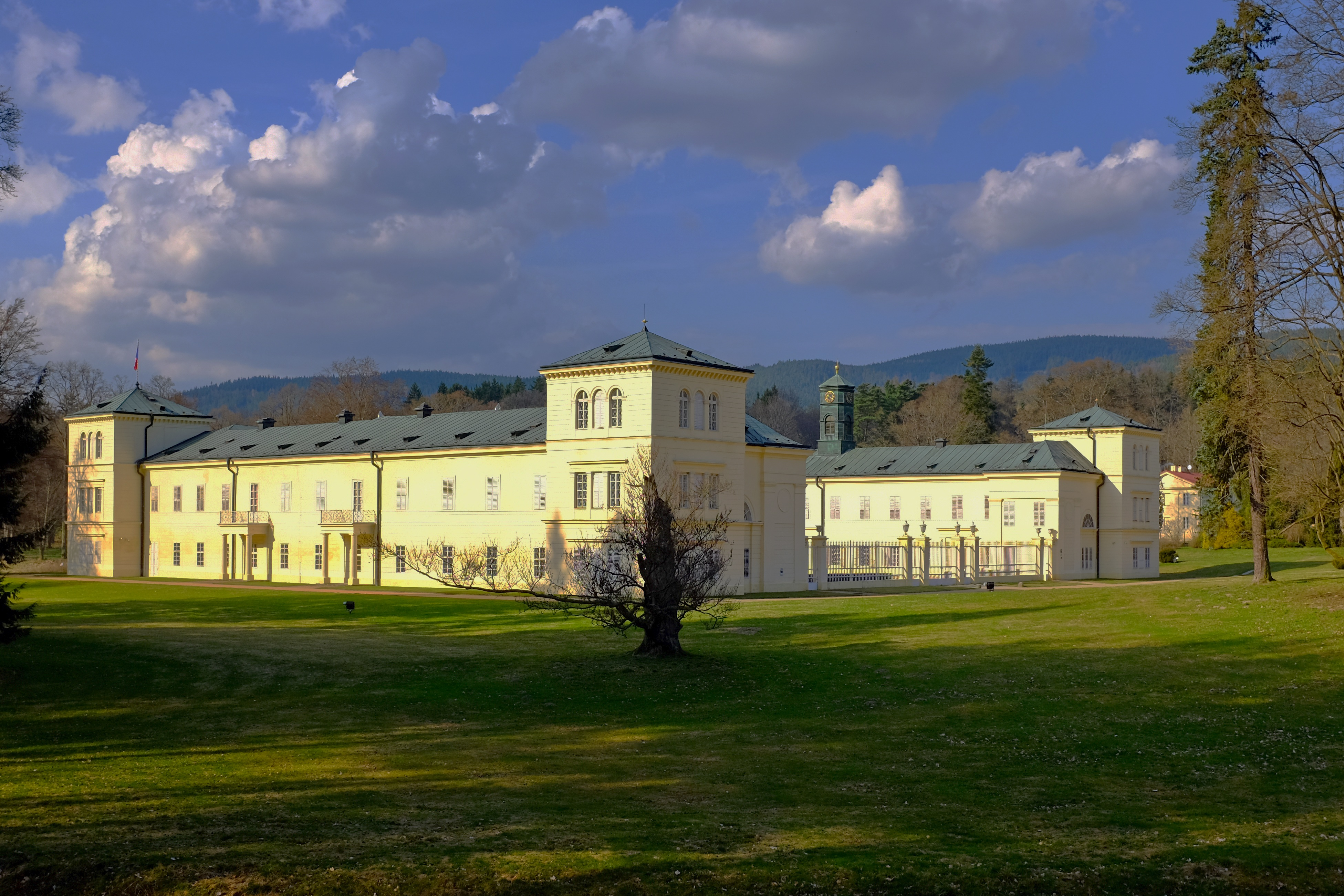
Zámek Kynžvart
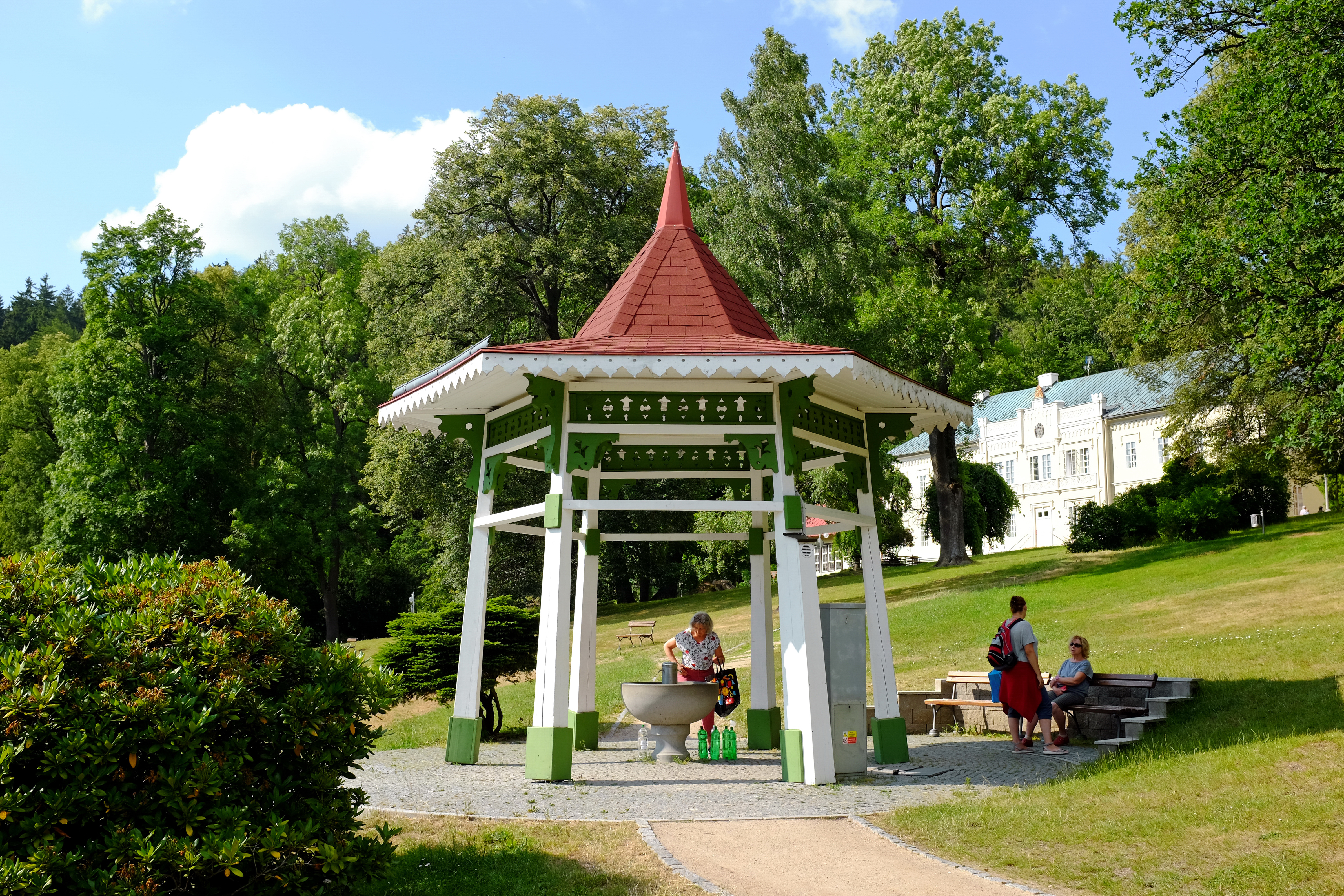
Minerální pramen Richard
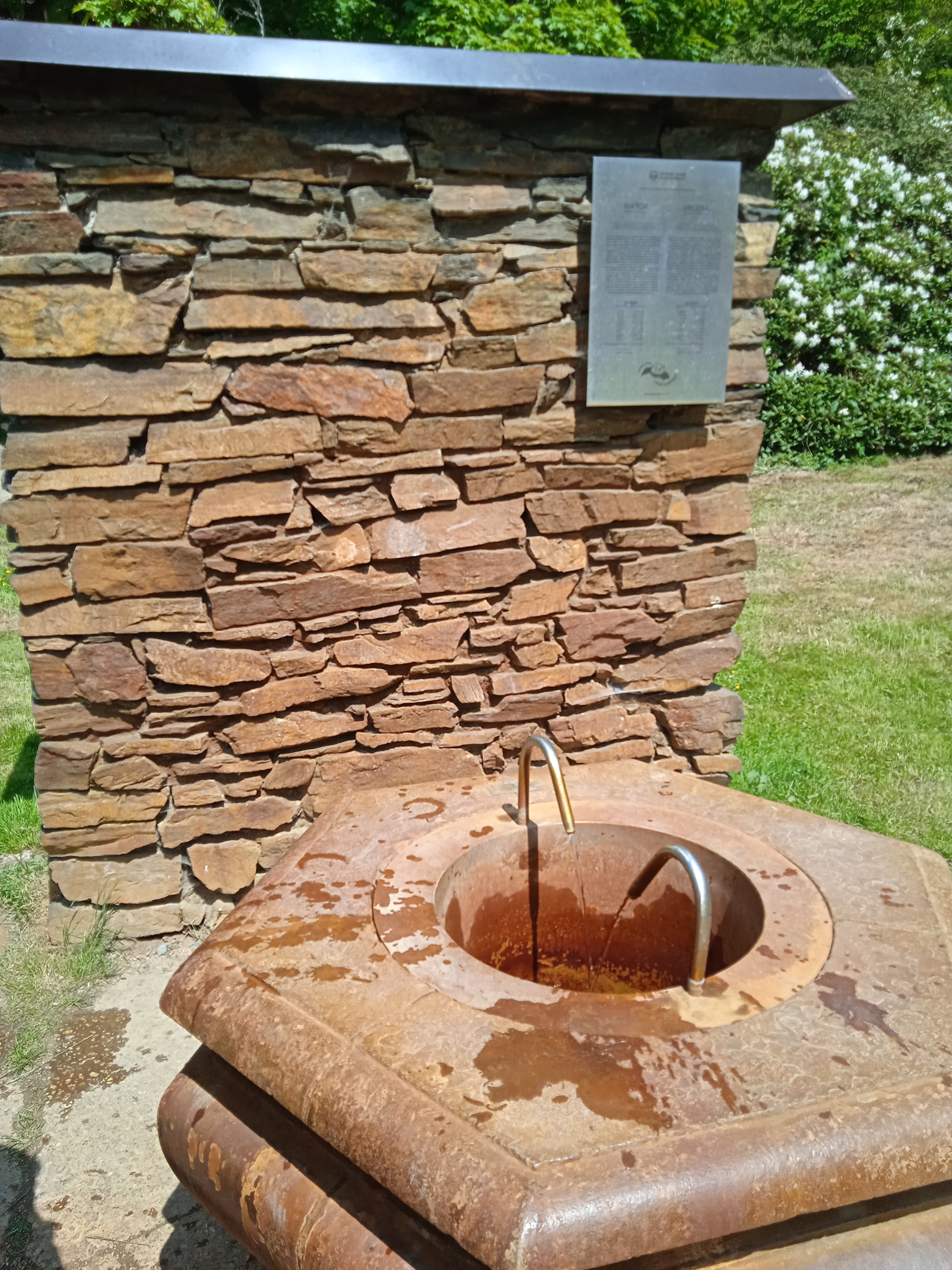
Minerální prameny Helena a Viktor
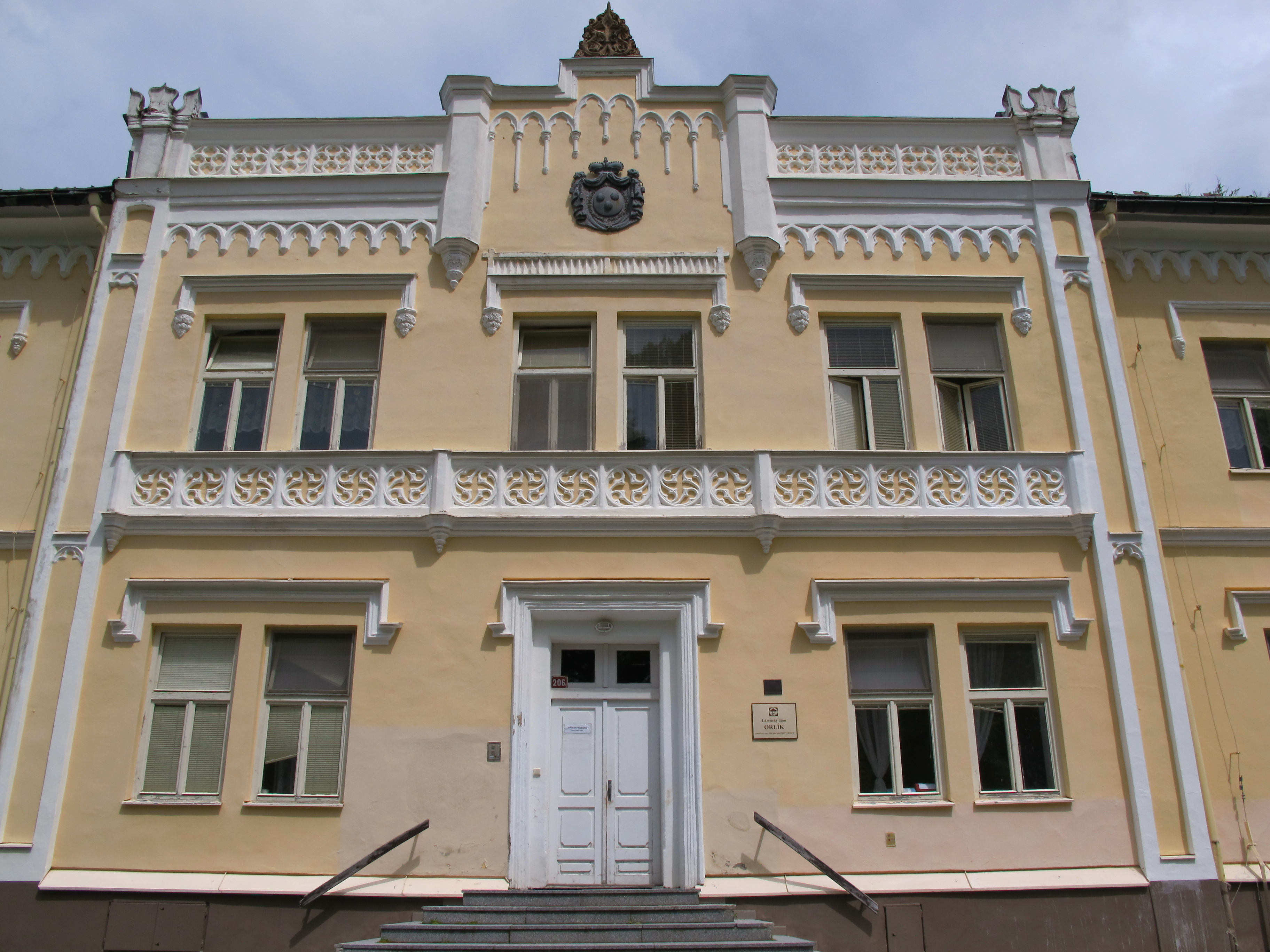
Lázeňský dům Orlík
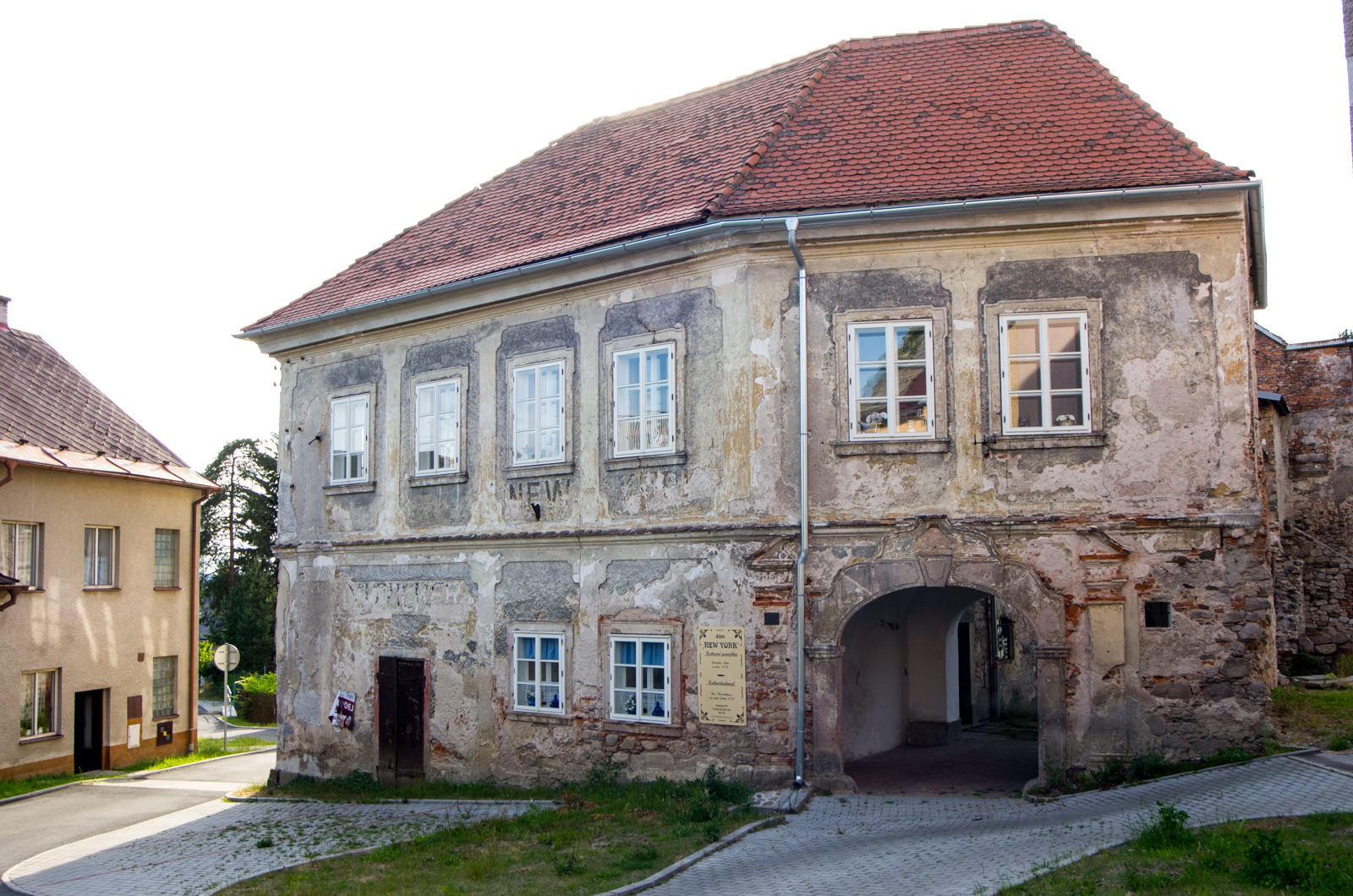
Lázeňský dům New York
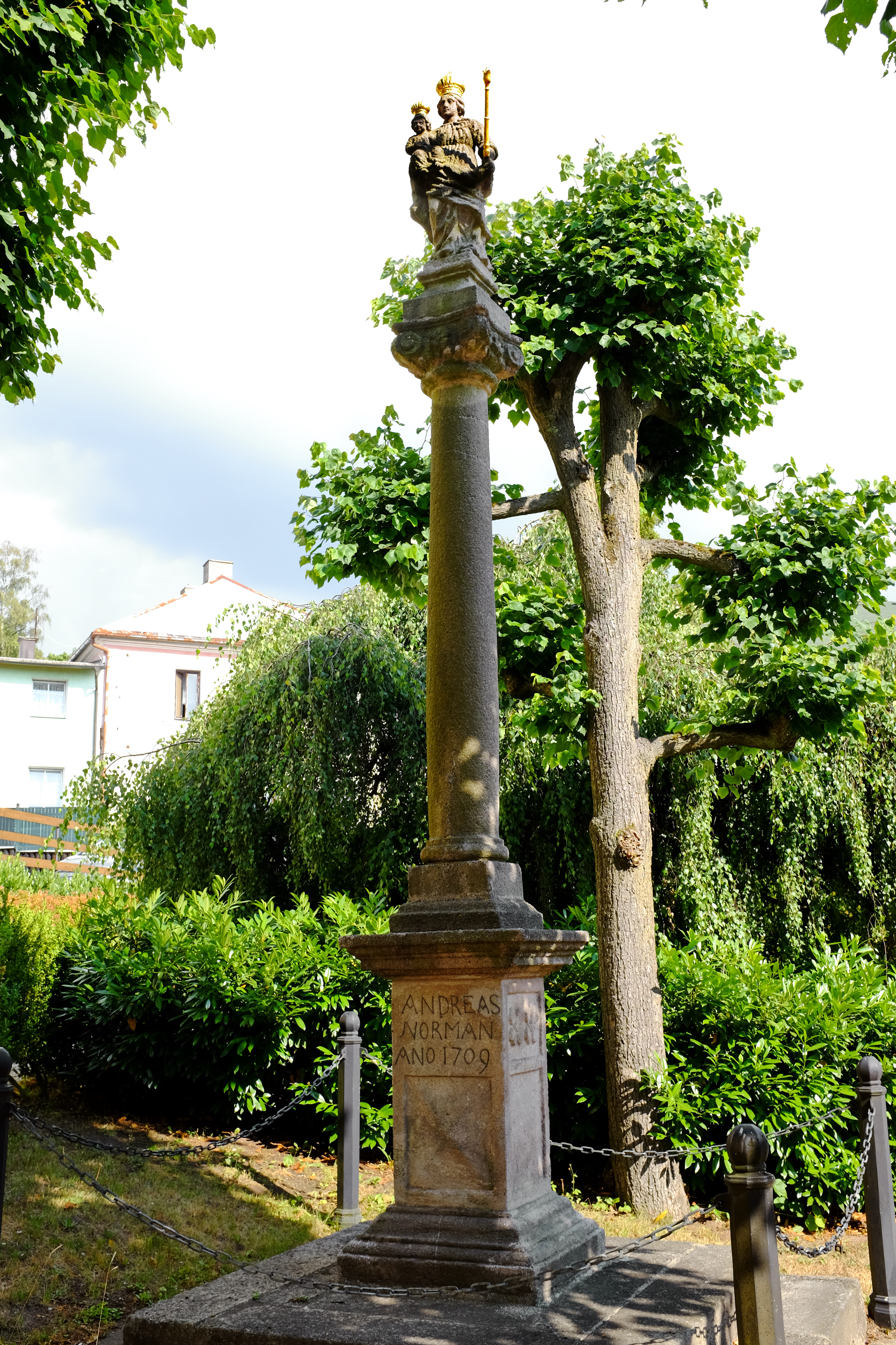
Mariánský sloup